# Синельниковский фарфоровый завод
Синельниковский фарфоровый завод — промышленное предприятие в городе Синельниково Днепропетровской области Украины, прекратившее своё существование. Завод был основан раньше 1961года, потому как свадьба тети была в мае  1960г. году и ей на свадьбу подарили 2 большие, фарфоровые чашки (логотип этого предприятия). Мы храним эти чашки как память...
На данный момент его реконструируют под склад и рабочие места

## История
Предприятие было построено в 1961 - 1964 гг. в соответствии с семилетним планом развития народного хозяйства СССР. Основной продукцией являлась посуда. В 1966 году к заводу была проложена шоссейная дорога.
В 1984 году началась реконструкция завода.
В целом, в советское время фарфоровый завод входил в число ведущих предприятий города.
После провозглашения независимости Украины государственное предприятие было преобразовано в общество с ограниченной ответственностью. В условиях экономического кризиса 1990-х годов положение завода осложнилось. В дальнейшем, завод был признан банкротом и в 1996 году прекратил производственную деятельность, а производственное оборудование было демонтировано на металлолом (хотя цеха и складские помещения ещё некоторое время сдавались в аренду).